# Simon Abram
Simon Abram (3. dubna 1871 Wilten – 29. února 1940 Salcburk) byl rakouský sociálně demokratický politik, na počátku 20. století poslanec Říšské rady, v meziválečném období poslanec rakouské Národní rady.

## Biografie
Vystudoval národní školu a vyučil se soustružníkem. Pracoval jako pomocný dělník v přádelně. Po vyučení cestoval. Byl obchodníkem. Pracoval v nemocniční pokladně v Innsbrucku. Od roku 1892 byl aktivní v Sociálně demokratické straně Rakouska. Zasedal v zemském vedení sociální demokracie v Tyrolsku. Od roku 1898 pracoval v redakci stranického listu Innsbrucker Volkszeitung. V období let 1902–1904 zasedal v obecní samosprávě rodném Wiltenu. Byl poslancem Tyrolského zemského sněmu. Byl členem předsednictva Nákupní společnosti rakouských konzumů. Zasedal v dozorčí radě podniku Unionbrotfabrik Salzburg. V Innsbrucku založil spořitelnu a záložnu.
Na počátku 20. století se zapojil i do celostátní politiky. Ve volbách do Říšské rady roku 1907, konaných poprvé podle všeobecného a rovného volebního práva, získal mandát v Říšské radě (celostátní zákonodárný sbor) za obvod Tyrolsko 2. Usedl do poslanecké frakce Klub německých sociálních demokratů. Za týž obvod obhájil mandát i ve volbách do Říšské rady roku 1911 a ve vídeňském parlamentu setrval až do zániku monarchie.Profesně byl k roku 1911 uváděn jako obchodník.
Po válce zasedal v letech 1918–1919 jako poslanec Provizorního národního shromáždění Německého Rakouska (Provisorische Nationalversammlung), následně od 4. března 1919 do 9. listopadu 1920 jako poslanec Ústavodárného národního shromáždění Rakouska a pak dlouhodobě (od 10. listopadu 1920 do 1. října 1930 a od 2. prosince 1930 do 17. února 1934) jako poslanec rakouské Národní rady, stále za rakouskou sociálně demokratickou stranu.